# 阿里 (意大利)
阿里是意大利阿布鲁佐大区基耶蒂省的一个镇。ISTAT代码为069003。